# La Palma (Coihueco)
La Palma es un sector rural de la comuna de Coihueco, en la Región de Ñuble, Chile. Se encuentra ubicada en la Ruta N-49, que une a las ciudades de Chillán y Coihueco. Adyacente a este sector, se encuentran los pueblos de Talquipén y Culenar.

## Historia
En 1967, la Ruta N-49 es pavimentada. Entre 1979 y 1981, el sector es abastecido con alumbrado público.
En 2011, el animador de televisión Felipe Camiroaga, compró un fundo en este sector a menos de un mes de su fallecimiento en la Tragedia de Juan Fernández, con el objetivo de retirarse de la televisión y dedicarse a la crianza ganadera. Una vez ocurrido el accidente aéreo, el lugar se convierte en un punto de peregrinación para manifestar mensajes de condolencias en la provincia.
A principios de 2020, el sector es invadido por una plaga de moscas, producto de deficiencias sanitarias en un plantel avícola, lo cual derivó en una sanción por parte de la seremi del Seremi de Salud de Ñuble.
Una vez iniciada la Pandemia de COVID-19, es abierta la licitación de diseño del alcantarillado para el sector. En el invierno de 2021, la presencia de escarcha en el sector fue una de las razones de un accidente de tránsito en la que se vio involucrado el alcalde de Coihueco, Carlos Chandía, quien se vio imposibilitado de retomar su cargo, dado al proceso de recuperación.